# Numaji Transportation Museum
Le Numaji Transportation Museum (ヌマジ交通ミュージアム, Numaji kōtsū myūjiamu), anciennement connu sous le nom de Musée des sciences et des transports de la ville de Hiroshima, est un musée situé dans l'arrondissement d'Asaminami à Hiroshima, au Japon. Il est consacré à l'histoire et à l'évolution des moyens de transport terrestres, maritimes et aériens.

## Histoire
Le musée a été inauguré 18 mars 1995 sous le nom de Musée des sciences et des transports de la ville de Hiroshima (広島市交通科学館, Hiroshima-shi kōtsū kagakukan). Il a été conçu pour offrir une expérience éducative et interactive sur le thème des transports, un sujet peu représenté dans les musées japonais à l'époque. En 2015, le musée est renommé Numaji Transportation Museum.

## Expositions
Le musée est organisé sur quatre étages, chacun proposant des expositions variées :
- Rez-de-chaussée : Espace d'accueil avec une boutique, un restaurant et une bibliothèque contenant des ouvrages et des vidéos sur les transports.
- Premier étage : Salle d'exposition présentant environ 2 000 maquettes de véhicules (voitures, avions, trains, bateaux) illustrant l'évolution des moyens de transport du passé à nos jours.
- Deuxième et troisième étages : « Vehicle City », un diorama géant de 20 mètres de diamètre, l’un des plus grands panoramas de transport au Japon. Les visiteurs peuvent interagir avec des leviers et des boutons pour animer des véhicules futuristes dans une ville modèle.
- Terrasse : Une place avec un parcours de vélos et un tramway endommagé par le bombardement atomique de Hiroshima, exposé depuis 2006 pour sensibiliser à l'importance de la paix.

Des ateliers manuels, des projections de films et des spectacles scientifiques sont également organisés, principalement les week-ends et jours fériés.

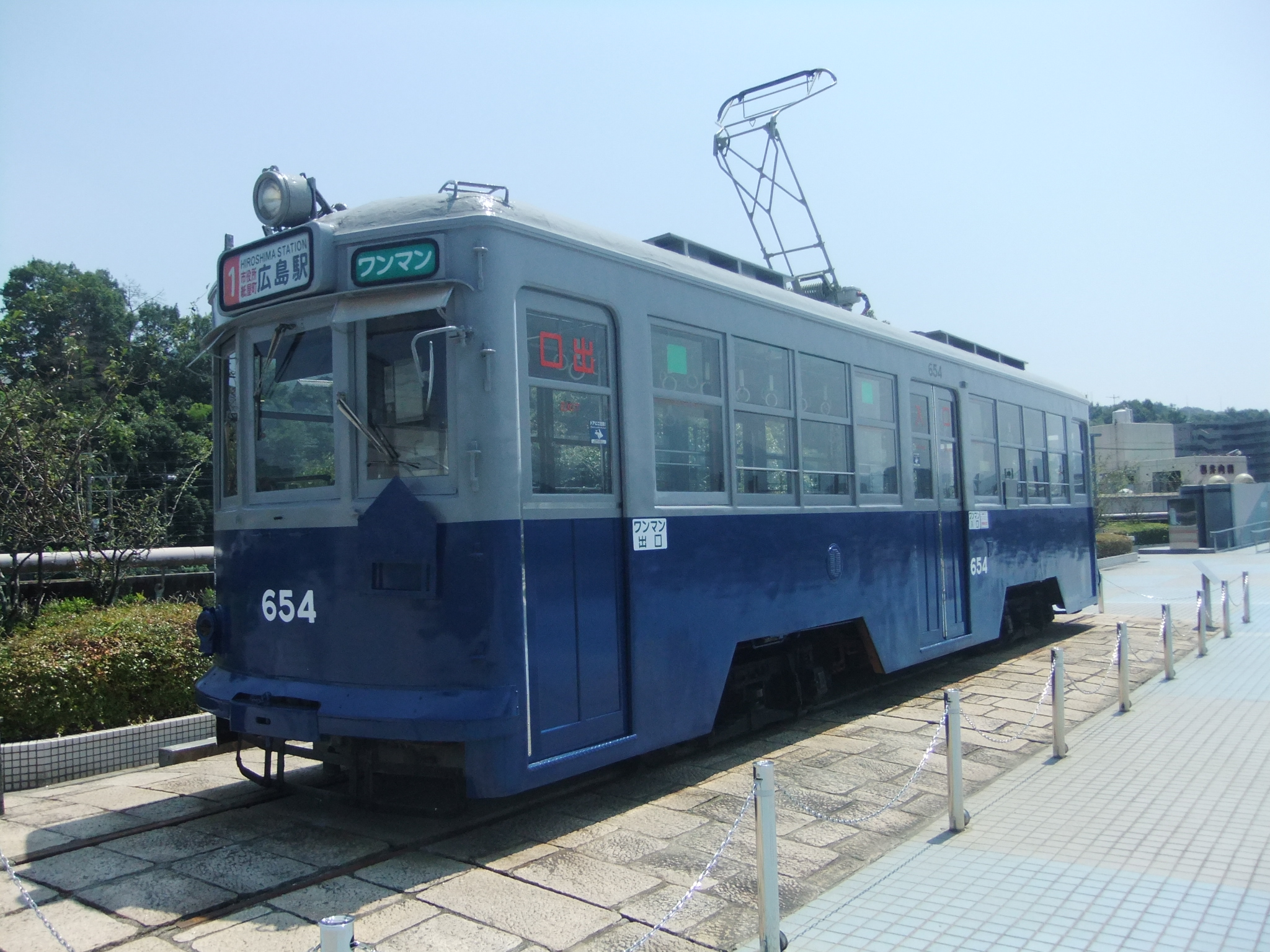
Tramway d'Hiroshima.
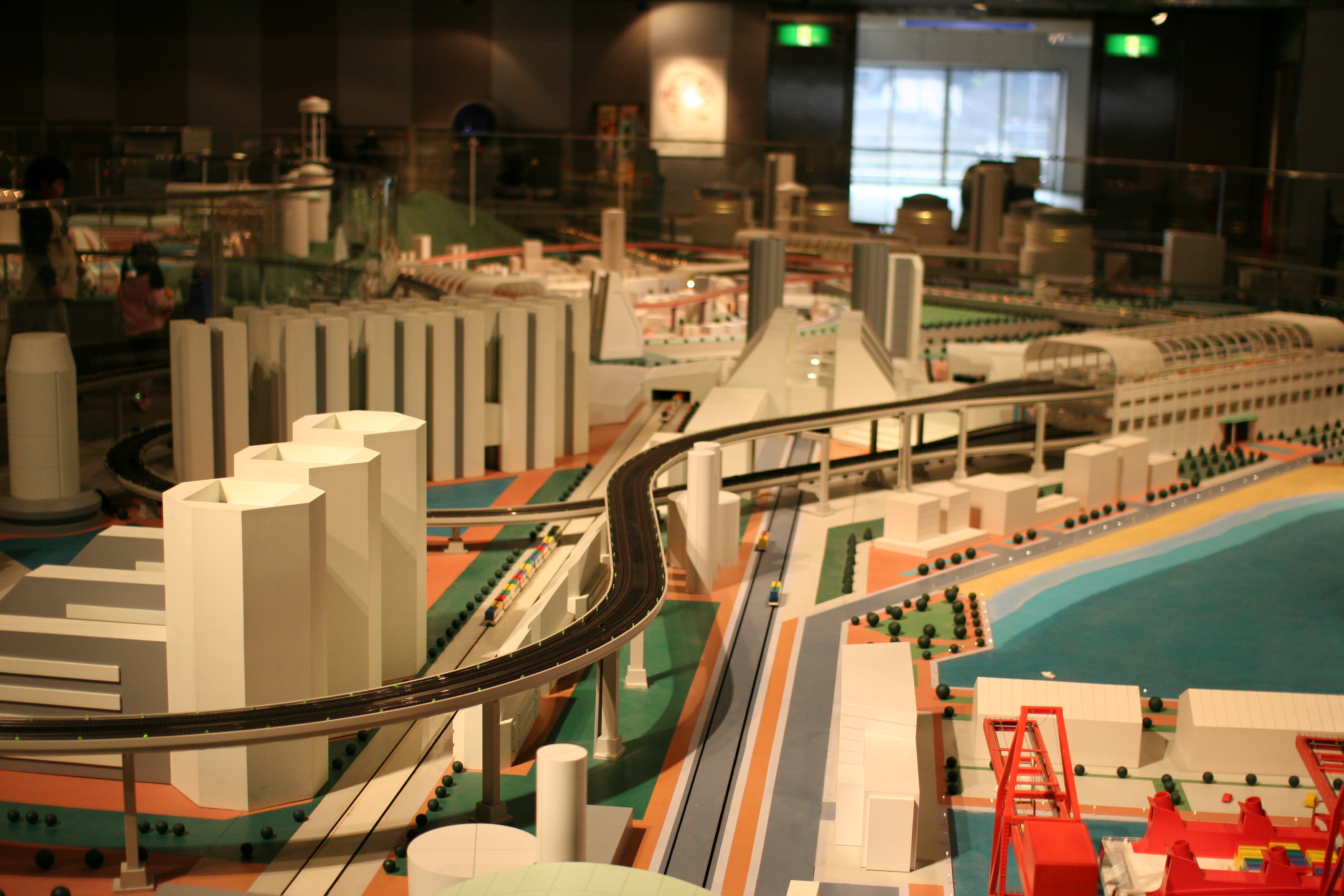
Vehicle City.
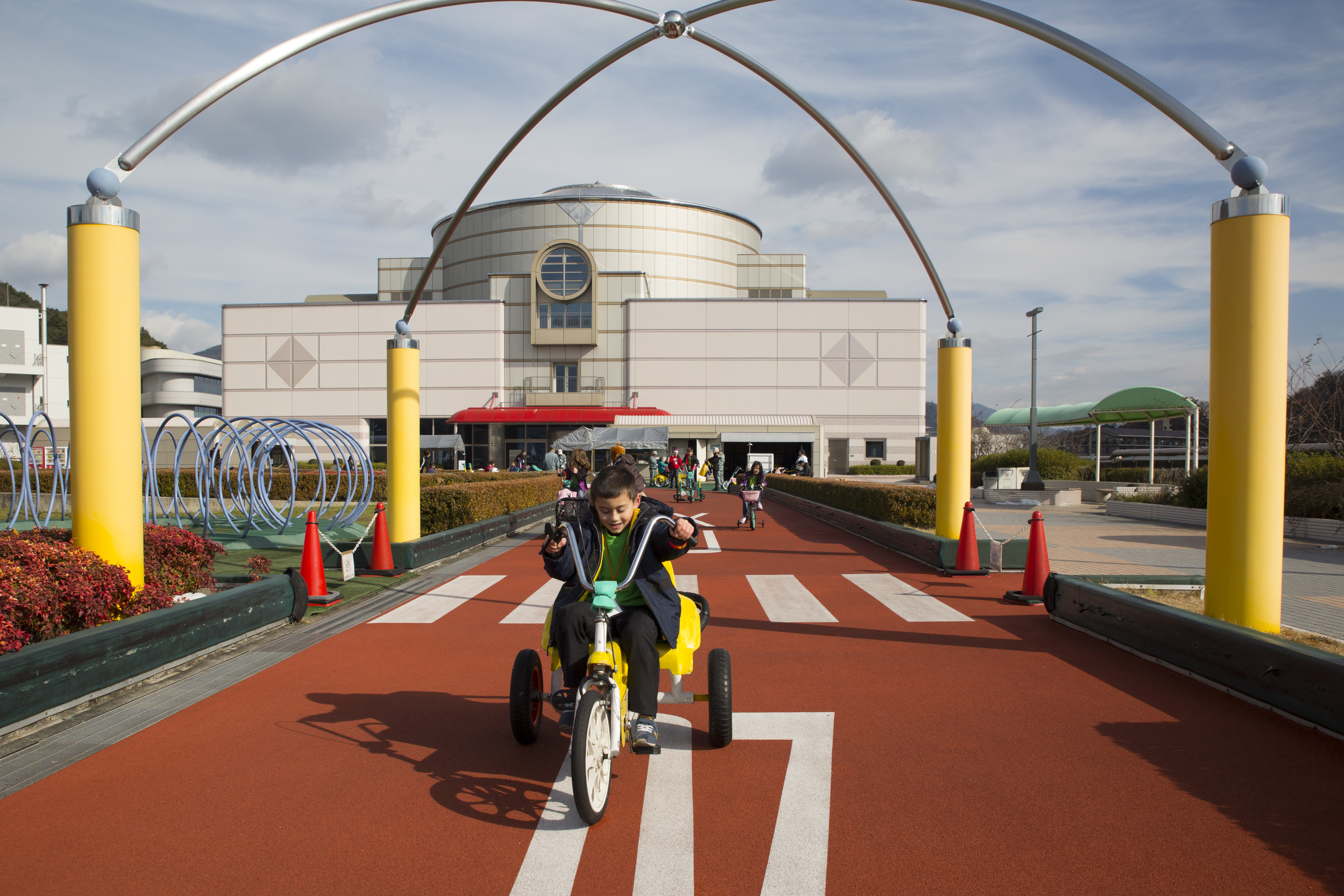
Terrasse du musée.

## Accès
Le musée est accessible via la ligne Astram, à quelques minutes à pied de la station Chorakuji.

## Informations pratiques
- Horaires : Ouvert de 9 h 00 à 17 h 00, fermé le lundi (ou le lendemain si le lundi est un jour férié) et du 29 décembre au 3 janvier[4].
- Tarifs : 
  - Adultes : 510 ¥
  - Lycéens et plus de 65 ans (sur présentation d’un justificatif) : 250 ¥
  - Enfants (jusqu’au collège) : Gratuit
- Adresse : 2-12-2 Chōrakuji, Asaminami-ku, Hiroshima 731-0143, Japon